# Hugo John

Erfurter Unternehmer um 1890: Richard Kiesewetter sen., Karl Schmidt, Hugo John und Julius Stübgen

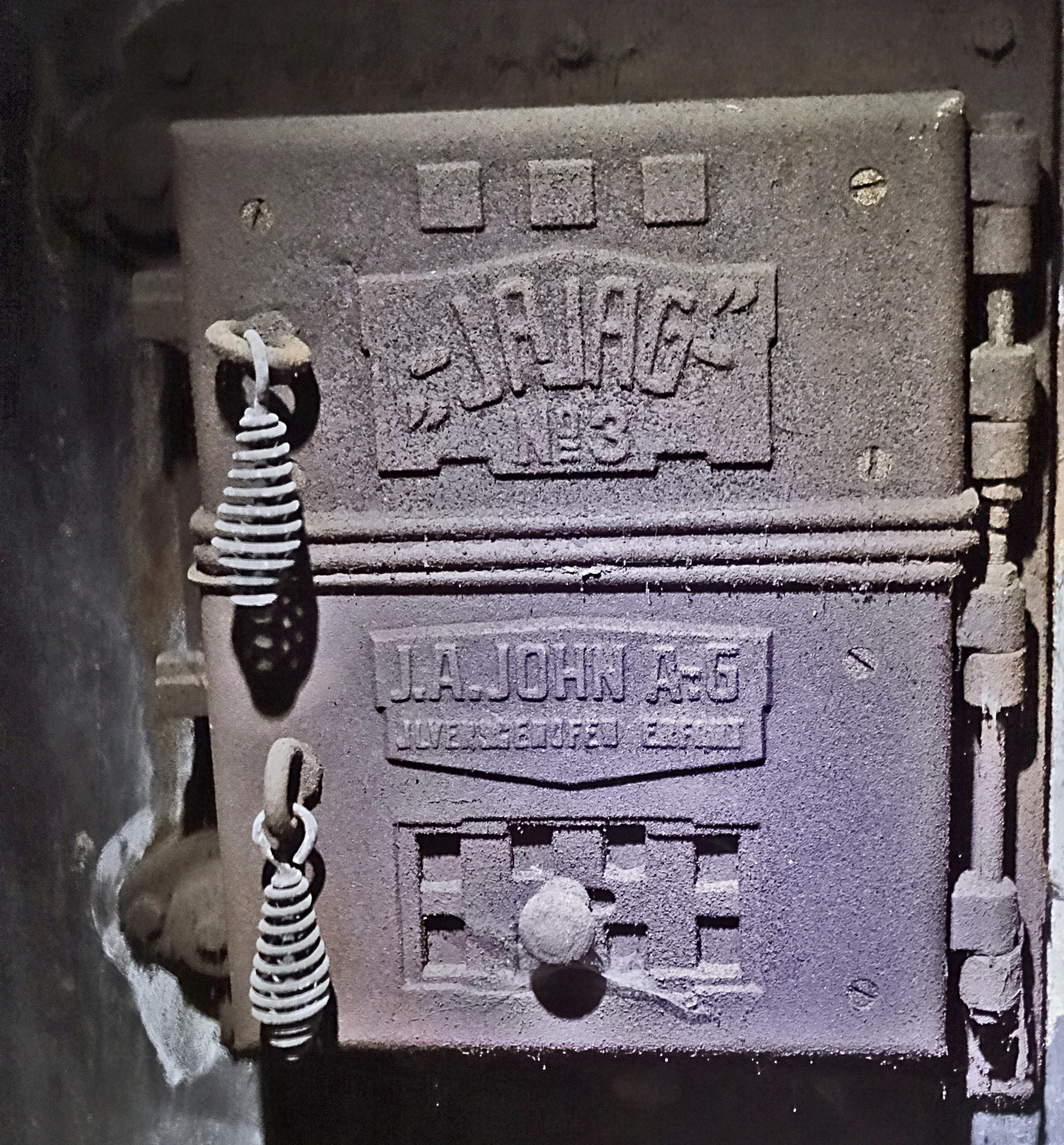
Warmluftofen von J. A. John A.G.

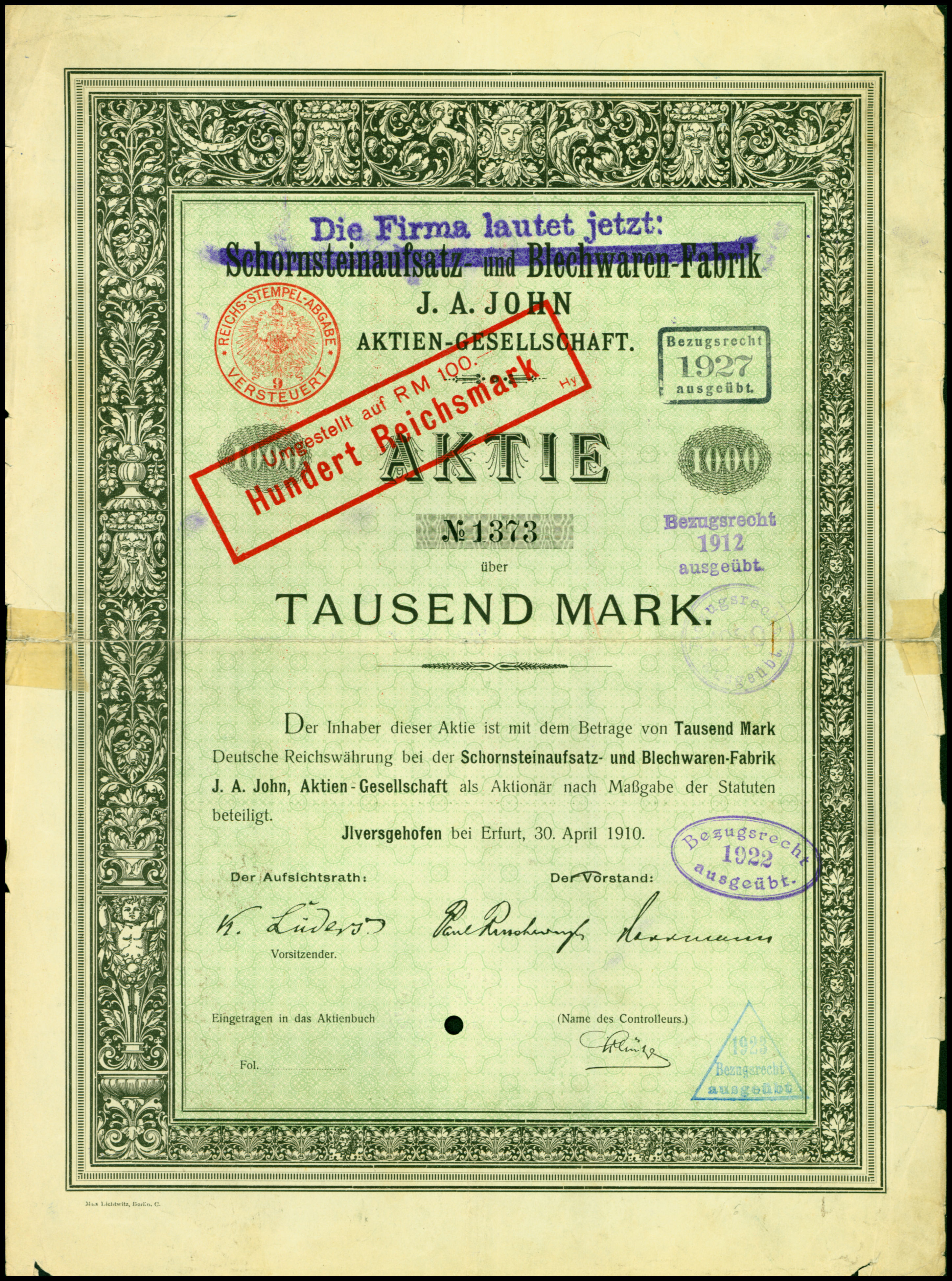
Aktie über 1000 Mark der Schornsteinaufsatz- und Blechwaren-Fabrik J. A. John AG vom 30. April 1910

Hugo John (* 23. Januar 1858 in Erfurt; † 14. Juli 1911 ebenda) war ein deutscher Kaufmann und Unternehmer.

## Leben
Sein Vater Johann Adam John (* 9. August 1811 in Erfurt; † 28. Januar 1898), Zeugschmiedemeister, Schlosser und Eisenwarenhändler, gründete 1838 in Ilversgehofen nördlich von Erfurt die Maschinen- und Blechwarenfabrik J. A. John. Hugo John machte dort eine Ausbildung und entwickelte mit seinem Vater den Familienbetrieb zu einem führenden Hersteller von Schornsteinaufsätzen, Waschmaschinen, Dauerbrandöfen, Wäscherei- und Flaschenkellereimaschinen und -einrichtungen sowie Heizungs-, Lüftungs- und sonstigen gesundheitstechnischen Anlagen.
Am 5. Juli 1890 heiratete er Clara Stübgen (1872–1959). Das Paar hatte mehrere Kinder: Hermann (1891–1935), Johanna verh. Zuschneid (1898–1990), Heinz-Hugo (1904–1944) und Wilhelm (1893–1974).
1902 teilte John den Betrieb auf. Die Maschinenbauabteilung verkaufte er an das Unternehmen Henry Pels & Co. (Berlin), sie wurde als Berlin-Erfurter Maschinenfabrik Henry Pels & Co. weitergeführt. Hieraus entwickelte sich später der noch heute am gleichen Standort arbeitende Betrieb Umformtechnik Erfurt. Den Restbetrieb mit der Abteilung Blechwarenfabrik wandelte er mit Rückwirkung zum 1. Januar 1902 in eine Aktiengesellschaft unter der Firma Schornsteinaufsatz- und Blechwarenfabrik J. A. John AG um.
Hugo John starb am 14. Juli 1911 in Erfurt.

## Nachwirken
Nach Hugo Johns Tod führten seine Frau und der älteste Sohn Hermann das Unternehmen. Es erfolgte eine erneute Umfirmierung in J. A. John AG. 1923 trat Heinz-Hugo John in die NSDAP ein und zog 1932 auf ihren Vorschlag in den Reichstag ein, dem er bis zu seinem Tod im Juni 1944 angehörte. Er hatte verschiedene Funktionen in der Hitlerjugend und fiel als Offizier der Waffen-SS.

## Ehrungen
- Die Hugo-John-Straße in Erfurt wurde nach ihm benannt.